# Ha-62-76
Ha-62-76 ist ein japanisches Kleinst-U-Boot Typ C, das heute im Stützpunkt „Commander Naval Forces Marianas“ der United States Navy auf Guam ausgestellt ist.
Das Kleinst-U-Boot der Klasse C wurde im Jahr 1944 in der Werft von Kure gefertigt. Es ist knapp 25 m lang, hat eine maximale Breite von annähernd 1,90 m und besitzt zwei Steuerruder. Noch 1944 lief die Ha-62-76 vor Guam auf Grund, so dass sich die Besatzung drei Tage später ergab. Nach Kaperung der Ha-62-76 sah die United States Navy sie für eine spätere Ausstellung vor, die von 1944 bis 1952 im Camp Dealy erfolgte. Nach Schließung dieser Militärbasis wurde das Kleinst-U-Boot an seinen heutigen Standort verlegt.
Das Kleinst-U-Boot ist seit dem 3. Februar 1999 als Konstruktion im National Register of Historic Places der Vereinigten Staaten verzeichnet.